# 제주중앙중학교
제주중앙중학교(濟州中央中學校)는 대한민국 제주특별자치도 제주시 연동에 있는 공립 중학교이다.

## 학교 연혁
- 1966년 12월 20일 : 중학교 9학급 인가
- 1967년 3월 9일 : 개교 [삼도1동 284번지 (구) 제주농업고등학교]
- 1977년 3월 1일 : 교육부 지정 과학(수학과) 연구학교 운영
- 1978년 3월 5일 : 현재 위치로 학교 이전(연동 323-14)
- 1979년 3월 1일 : 교육부 지정 외국어(영어) 연구학교 운영
- 1986년 3월 1일 : 특수학급 (1학급) 인가
- 1988년 3월 1일 : 제주도교육청 지정 생활지도 시범학교 운영
- 2008년 3월 1일 : 37학급 인가
- 2010년 3월 1일 : 제주특별자치도교육청 지정 "2009개정 교육과정" 연구학교 운영
- 2018년 3월 1일 : 교육부 요청 도지정 교사별 과정 중심 평가 정책 연구학교 운영 (2년)
- 2024년 1월 1일 : 인조잔디구장 조성
- 2024년 1월 1일 : 특별실(발명실, 가사실, 미술실, 시청각실) 증축, 급식실 리모델링
- 2024년 3월 1일 : 제22대 교장 양영자 선생 취임
- 2025년 1월 7일 : 제56회 졸업식(343명 졸업, 총졸업생 수 24,142명)
- 2025년 2월 28일 : 프로젝트실, 소회의실, 교직원쉼터 공간 혁신
- 2025년 3월 4일 : 제59회 입학식(신입생 357명)

## 참고 자료
- 제주중앙중학교 - 한국교육학술정보원 학교알리미